# Gradieren (Schuh)
Mit Gradieren bezeichnet man die Tätigkeit, mit der von einem Musterleisten oder Musterschuh ausgehend, weitere (Schuh-)Größen hergestellt werden, das heißt ein Vergrößern oder Verkleinern des Musters.
Fachlich betrachtet meint Gradieren somit das Einteilen, Stufen oder Steigern der Leisten, Schuhteile oder Schuhteilschablonen entsprechend den Schuhlängen- und Schuhweitensortimenten nach Grad beziehungsweise errechneten, und mit Pantografen proportional ermittelten sowie in Tabellen festgehaltenen Einstellungszahlen. Nach einer Grundkonstruktion erzeugen Gradiermaschinen Gradierschablonen, die als Grundlage der Maßschablonen für die Schuhteileherstellung dienen. Jede Gradation erfordert die Errechnung spezieller Einstellungszahlen, weil die zu ermittelnden Längen-, Breiten- und Umfangsmaße sich nicht über das gesamte Schuhlängesortiment proportional verhalten.